# Saint-Même-le-Tenu
Saint-Même-le-Tenu (bretonisch: Sant-Masen-ar-Porzh) ist eine ehemalige französische Gemeinde mit 1355 Einwohnern (Stand: 1. Januar 2022) im Département Loire-Atlantique in der Region Pays de la Loire. Sie gehörte zum Arrondissement Nantes. Die Einwohner werden Ténumémois genannt.
Mit Wirkung vom 1. Januar 2016 wurden die Gemeinden Machecoul und Saint-Même-le-Tenu zu einer Commune nouvelle mit dem Namen Machecoul-Saint-Même zusammengelegt.

## Geographie
Der Ort Saint-Même-le-Tenu liegt in der Landschaft des Pays de Retz etwa 25 Kilometer südöstlich von Nantes am Ufer des Flusses Tenu.

## Geschichte
Die ursprüngliche Ortsbezeichnung war Portus Vitraria aus dem 8. Jahrhundert. Der heutige Name geht auf eine Kirchgründung der Mönche des Klosters von Saint-Mesmin-de-Micy zurück.

## Bevölkerungsentwicklung
| Jahr                       | 1962 | 1968 | 1975 | 1982 | 1990 | 1999 | 2006 | 2013 | 2022 |
| -------------------------- | ---- | ---- | ---- | ---- | ---- | ---- | ---- | ---- | ---- |
| Einwohner                  | 708  | 697  | 631  | 781  | 870  | 928  | 1120 | 1191 | 1355 |
| Quellen: Cassini und INSEE |      |      |      |      |      |      |      |      |      |

## Sehenswürdigkeiten
- Kirche Saint-Maxime
- Schloss Les Trois Boisselets aus dem 18. Jahrhundert
- Schloss La Grosse Roche aus dem 18. Jahrhundert
- Schlösser La Petite Roche und Rucherie aus dem 19. Jahrhundert
- Schloss Le Pin
- Schloss L’Hermitage aus dem 19. Jahrhundert, um 1960 abgebrochen
- Schloss Le Branday im 19. Jahrhundert auf den Mauern einer früheren Festung aus dem 14. Jahrhundert errichtet
- Schloss Bois Foucaud aus dem 18. Jahrhundert
- Villa Lavau